# Сердюк Дмитро Іванович
Сердюк Дмитро Іванович — колишній начальник відділку Національної поліції України в місті Павлоград Дніпропетровської області.
Став відомим 4 червня 2020 року, коли в Павлограді було викрито банду поліцейських, створену й очолювану Сердюком.

## Життєпис
1997—2000 — навчався в Дніпропетровському юридичному інституті МВС. Після навчання працював оперуповноваженим з розкриття майнових злочинів в Павлоградському міськвідділі міліції. Згодом Сердюк навчався в Національній академії внутрішніх справ України, після чого став старшим оперуповноваженим відділку карного розшуку Павлоградського відділу.
2006—2010 — начальник штабу Тернівського міськвідділу міліції, виконував в основному паперову роботу.
2010 року очолив сектор з боротьби з незаконним обігом наркотиків. За кілька років став заступником начальника Тернівського відділу поліції. 2015 року очолив його.
З вересня 2019 року був виконувачем обов'язків, а з 29 жовтня — керівником Павлоградського відділу поліції. До цього він керував Тернівським відділенням поліції. Тернівське відділення посідало одне з перших місць в області за розкриттям злочинів, основна маса з яких була за рахунок фальсифікації ст. 309 ККУ (незаконне виробництво, виготовлення, придбання, зберігання, перевезення чи пересилання наркотичних засобів, психотропних речовин або їх аналогів без мети збуту).

## Робота в поліції
Начальник відділу павлоградської поліції разом з шістьма підлеглими залякував і катував підозрюваних для отримання свідчень, фабрикував матеріали кримінальних проваджень, займався виготовленням, зберіганням та продажем наркотиків. Поліцейські примушували осіб скоювати злочини, даючи їм гроші та наркотики, після чого залучали їх до кримінальної відповідальності.
Злочинну діяльність здійснював під прикриттям ДВБ, і обласного керівництва поліції.

## Сім'я
- Дружина Сердюк Яна Анатоліївна (Ульянченко, 1982 р.н.)
- Донька Сердюк Дар'я Дмитрівна
- Син Сердюк Іван Дмитрович[8]